# Công quốc Schleswig
Công quốc Schleswig (tiếng Đan Mạch: Hertugdømmet Slesvig; tiếng Đức: Herzogtum Schleswig; tiếng Hạ Đức: Hartogdom Sleswig; tiếng Bắc Friesland: Härtochduum Slaswik; tiếng Anh: Duchy of Schleswig) là một Công quốc ở Nam Jutland (Sønderjylland) bao gồm khu vực giữa khoảng 60 km (35 dặm) về phía Bắc và 70 km (45 dặm) về phía Nam của biên giới hiện tại giữa Đức và Đan Mạch. Lãnh thổ được phân chia giữa hai quốc gia từ năm 1920, với Bắc Schleswig thuộc về Đan Mạch và Nam Schleswig thuộc Đức. Vùng này còn được gọi là Sleswick trong tiếng Anh.
Không giống như Holstein và Lauenburg, Schleswig chưa bao giờ là một phần của Bang liên Đức. Thay vào đó, Schleswig là một thái ấp của Đan Mạch, và cư dân của nó nói tiếng Đan Mạch, tiếng Đức và tiếng Bắc Frisia. Cả Đan Mạch và Đức đều muốn Schleswig là một phần của mình. Một cuộc nổi dậy của người Đức vào tháng 3 năm 1848 đã gây ra Chiến tranh Schleswig lần thứ nhất kết thúc vào năm 1852. Chiến tranh Schleswig lần thứ hai (1864) kết thúc với Hiệp ước Viên, Đan Mạch nhường 3 công quốc lại cho Áo và Phổ. Năm 1866, các lãnh thổ này trở thành một phần của Phổ sau khi người Áo thất bại trong Chiến tranh Áo-Phổ.

## Lịch sử
Từ đầu thời Trung cổ, tầm quan trọng của khu vực này nằm ở việc trở thành tỉnh đệm của Scandinavia và Vương quốc Đan Mạch đối với Đế chế La Mã Thần thánh hùng mạnh ở phía Nam, cũng như là khu vực trung chuyển hàng hóa giữa Biển Bắc và Biển Baltic, kết nối tuyến đường thương mại qua Nga với các tuyến đường thương mại dọc theo sông Rhine và bờ biển Đại Tây Dương (xem thêm Kênh đào Kiel).